# 見えるぞ!ニッポン
『見えるぞ！ニッポン』（みえるぞ！ニッポン）は、NHK教育テレビジョン（Eテレ）で2009年4月7日から2018年3月14日まで放送されていた教育番組（学校放送）である。小学校3 - 4年生向けの社会科番組。字幕放送、及び視覚障害者向けに副音声による解説放送を行っている。レギュラー放送に先立ち、2008年12月30日にパイロット版として本番組が先行放送された。本項ではこれについても触れる。

## 概要
従来の小学校3 - 4年生向けの社会科番組でメインとしてきた人々のくらしや社会のしくみを通して地域社会について学ぶスタイルを一新。本番組は、2011年度から実施される学習指導要領に対応して開発された番組であり、日本全国の「47都道府県の位置と名称」を扱い、ランキングなどのデータから、地域の産業や人々の消費生活、暮らしに直結する公共事業や防災活動、伝統・文化など多様な視点で都道府県の特徴に迫る内容となっている。
主人公の男の子・みえるくんは、地図を見るのが苦手で社会科には自信がない。そんな彼を、ニッポンのことならなんでも知っている犬の女の子・チーズちゃんが、毎回日本各地の都道府県へと召喚し、その地を調べさせる。
2017年度をもってテレビでの放送を終了。NHKの小学生向け社会科番組としては最後の15分番組となった。2024年度までは『NHK for School』で引き続き視聴できたが、同年度中にパイロット版が放送していた、『さすらいのとどうふ犬 シロウ』がレギュラー化するのに伴い、現在は視聴できない（ただし、『NHKアーカイブス』では本編の一部のみ引き続き視聴できる）。

## 放送時間
2011年度以降は、基本的に各曜日ごとに教科を固定するようになり、本番組も他の社会科番組と同様に水曜日の放送となった。また、本番組は社会科番組で放送当時、唯一の15分番組でもある。
| 期間                | 放送時間                                         |
| ------------------- | ------------------------------------------------ |
| 2009年度 - 2010年度 | 火曜日 9:30 - 9:45、木曜日 9:30 - 9:45（再放送） |
| 2011年度            | 水曜日 9:15 - 9:30                               |
| 2012年度 - 2014年度 | 水曜日 10:00 - 10:15                             |
| 2015年度            | 水曜日 9:20 - 9:35                               |
| 2016年度            | 水曜日 9:10 - 9:25                               |
| 2017年度            | 水曜日 9:25 - 9:40                               |

## パイロット版
2008年12月30日の10時15分 - 10時30分に放送された。『青森県では、「622」をキーワードにした日本一がある』との触れ込みで朝市の様子などを紹介した。なお、当該内容は2009年度のレギュラー放送で第9回『青森県』として放送している。
基本的な番組構成はレギュラー放送とほぼ同じだが、チーズちゃんが持っている「すごい地図帳」がレギュラー放送では冊子であるのに対して、パイロット版では巻物となっている点が異なる。

## 出演キャラクター
みえるくん
声 - 代永翼
小学校4年生の男の子。スポーツが得意で、あちこちに行って見たり聞いたりするのが大好きな少年。でも、地図を見るのが苦手で社会科には自信がない。元々何でも興味を持つので、面白いと思えばどんどん調べる行動力がある。
チーズちゃん
声 - 釘宮理恵
ニッポンのことなら何でも知っている犬の女の子。都道府県のデータがつまった「すごい地図帳」を持っている。みえるくんに47都道府県のことを知ってもらうために、わざといろいろな謎を出して調べさせる。
ナレーション
村上由利子（現・ラジオセンター、2009年度・2010年度製作分）、北郷三穂子（現・大阪局、2011年度製作分）

## 内容
オープニング
みえるくんとチーズちゃんとのトークから始まり、各回で取り上げる都道府県名から連想される3つのキーワードをチーズちゃんが挙げる。キーワードをもとにして映像で見ることで、都道府県のイメージが約3分間で理解できる形になっている。
メインコーナー
「自然環境」「伝統・文化」「地場産業」のいずれかに対応した、その都道府県を代表するトピックを紹介する。みえるくんがチーズちゃんによって各都道府県に移動して、上空から地上に降り立ってから代表的なトピックをいろいろ調べる。なお、みえるくんは、上空から地上に降り立つ際に、たまに着地に失敗することもある。
チーズちゃんの都道府県クイズ
ゲーム性と想像性のあるユニークな教材となっており、アニメーションのイラストが都道府県の形に変化してから、3つのキーワードのヒントが出された後に正解が出される。過去に登場した回の復習、若しくはこれから取り上げる予定の回の予習の形が取られている。

## 放送リスト
- 太字は当該年度の新作である。
- 2010年度の第40回「山口県」は、当初2011年3月15日（同年3月17日に再放送）に放送する予定だったが、同年3月11日に発生した東日本大震災に伴い、NHK教育テレビでも一部番組を除いて震災報道や安否情報、手話ニュースへの差し替えを行ったことから、当該放送は再放送を含めて休止となった。そのため、本放送休止の代替措置として、同年3月22日の「春のテレビクラブ」内（10時45分 - 11時）で第40回「山口県」が放送された。

| 回 | 初回放送日     | タイトル                    |
| -- | -------------- | --------------------------- |
| 1  | 2009年 4月 7日 | 大阪府                      |
| 2  | 4月21日        | 岡山県                      |
| 3  | 5月12日        | 静岡県                      |
| 4  | 5月26日        | 兵庫県                      |
| 5  | 6月 9日        | 東京都・熊本県              |
| 6  | 6月23日        | 福井県                      |
| 7  | 7月 7日        | 北海道                      |
| 8  | 8月18日        | 大阪府                      |
| 9  | 9月 8日        | 青森県                      |
| 10 | 9月24日        | 富山県                      |
| 11 | 10月 6日       | 宮城県                      |
| 12 | 2009年10月20日 | 香川県                      |
| 13 | 2009年11月 5日 | 長野県                      |
| 14 | 2009年11月17日 | 岐阜県                      |
| 15 | 2009年12月 1日 | 大分県                      |
| 16 | 2010年 1月 5日 | 奈良県・愛知県              |
| 17 | 2010年 1月26日 | 秋田県                      |
| 18 | 2010年 2月 9日 | 石川県                      |
| 19 | 2010年 2月23日 | 沖縄県                      |
| 20 | 2010年 3月 9日 | わたしたちの 都道府県じまん |

| 回 | 初回放送日     | タイトル       |
| -- | -------------- | -------------- |
| 1  | 2010年 4月 6日 | 栃木県         |
| 2  | 2010年 4月13日 | 香川県         |
| 3  | 2010年 4月20日 | 東京都・熊本県 |
| 4  | 2010年 4月27日 | 長崎県         |
| 5  | 2010年 5月11日 | 岐阜県         |
| 6  | 2010年 5月18日 | 滋賀県         |
| 7  | 2010年 5月25日 | 宮城県         |
| 8  | 2010年 6月 1日 | 京都府         |
| 9  | 2010年 6月 8日 | 福井県         |
| 10 | 2010年 6月15日 | 高知県         |
| 11 | 2010年 6月22日 | 新潟県         |
| 12 | 2010年 6月29日 | 鳥取県         |
| 13 | 2010年 7月 6日 | 北海道         |
| 14 | 2010年 7月13日 | 山形県         |
| 15 | 2010年 8月24日 | 富山県         |
| 16 | 2010年 9月 7日 | 和歌山県       |
| 17 | 2010年 9月14日 | 青森県         |
| 18 | 2010年 9月21日 | 徳島県         |
| 19 | 2010年 9月28日 | 愛知県         |
| 20 | 2010年10月 5日 | 山梨県         |
| 21 | 2010年10月12日 | 大阪府         |
| 22 | 2010年10月19日 | 島根県         |
| 23 | 2010年10月26日 | 静岡県         |
| 24 | 2010年11月 2日 | 鹿児島県       |
| 25 | 2010年11月 9日 | 長野県         |
| 26 | 2010年11月16日 | 広島県         |
| 27 | 2010年11月25日 | 岡山県         |
| 28 | 2010年11月30日 | 宮崎県         |
| 29 | 2010年12月 7日 | 神奈川県       |
| 30 | 2010年12月14日 | 三重県         |
| 31 | 2011年 1月11日 | 秋田県         |
| 32 | 2011年 1月18日 | 兵庫県         |
| 33 | 2011年 1月25日 | 愛媛県         |
| 34 | 2011年 2月 1日 | 千葉県         |
| 35 | 2011年 2月 8日 | 大分県         |
| 36 | 2011年 2月15日 | 石川県         |
| 37 | 2011年 2月22日 | 群馬県         |
| 38 | 2011年 3月 1日 | 埼玉県         |
| 39 | 2011年 3月 8日 | 沖縄県         |
| 40 | 2011年 3月22日 | 山口県         |

| 回 | 初回放送日      | タイトル |
| -- | --------------- | -------- |
| 1  | 2011年 4月 6日  | 栃木県   |
| 2  | 4月13日         | 香川県   |
| 3  | 2011年 4月20日  | 長崎県   |
| 4  | 2011年 4月27日  | 岐阜県   |
| 5  | 2011年 5月11日  | 滋賀県   |
| 6  | 2011年 5月18日  | 群馬県   |
| 7  | 2011年 5月25日  | 京都府   |
| 8  | 2011年 6月 1日  | 奈良県   |
| 9  | 2011年 6月 8日  | 福井県   |
| 10 | 2011年 6月15日  | 高知県   |
| 11 | 2011年 6月22日  | 新潟県   |
| 12 | 2011年 6月29日  | 鳥取県   |
| 13 | 2011年 7月 6日  | 北海道   |
| 14 | 2011年 7月13日  | 山形県   |
| 15 | 2011年 8月24日  | 富山県   |
| 16 | 2011年 8月31日  | 和歌山県 |
| 17 | 2011年 9月 7日  | 青森県   |
| 18 | 2011年 9月14日  | 熊本県   |
| 19 | 2010年 9月21日  | 徳島県   |
| 20 | 2011年 9月28日  | 愛知県   |
| 21 | 2011年10月 5日  | 山梨県   |
| 22 | 2011年10月12日  | 佐賀県   |
| 23 | 2011年10月19日  | 大阪府   |
| 24 | 2011年10月26日  | 福岡県   |
| 25 | 2011年11月 2日  | 島根県   |
| 26 | 2011年11月 9日  | 静岡県   |
| 27 | 2011年11月16日  | 鹿児島県 |
| 28 | 2011年11月30日  | 長野県   |
| 29 | 2011年12月 7日  | 福島県   |
| 30 | 2011年12月14日  | 広島県   |
| 31 | 2012年 1月11日  | 岡山県   |
| 32 | 2012年 1月18日  | 宮崎県   |
| 33 | 201２年 1月25日 | 神奈川県 |
| 34 | 2012年 2月 1日  | 三重県   |
| 35 | 2012年 2月 8日  | 茨城県   |
| 36 | 2012年 2月15日  | 秋田県   |
| 37 | 2012年 2月22日  | 兵庫県   |
| 38 | 2012年 2月29日  | 愛媛県   |
| 39 | 2012年 3月 7日  | 千葉県   |
| 40 | 2012年 3月14日  | 岩手県   |

## スタッフ
- キャラクターデザイン - 友永たろ

## 挿入曲
オープニングテーマ
「like your magic」作曲 - DE DE MOUSE
クレジットに曲名の記載は無く、「音楽 DE DE MOUSE」と表記されている。

## その他
- みえるくんとチーズちゃんのバックに映る日本列島の地図は、主な一級河川が描かれている。
- 番組終了時に公式サイトのHPアドレスが表示されるが、2011年度以降に新作として放送された一部の回以外は旧アドレスでの表示となっている。

## 関連図書
- NHK見えるぞ!ニッポン　かたちで覚えよう!はじめての都道府県（NHK出版、2011年1月25日発売）
寺田登監修、NHK出版編、NHK「見えるぞ!ニッポン」制作班協力